# Kościół św. Wawrzyńca w Dassel
Kościół św. Wawrzyńca – protestancka świątynia w mieście Dassel, w kraju związkowym Dolna Saksonia.
Kościół zbudowano w 1447 roku. W 1542 przeszedł w ręce protestantów. 

## Architektura
Kościół gotycki, trójnawowy o układzie halowym. Wieża jest przykryta jest barokowym hełmem. Mury kościoła są zbudowane z kamienia, przykryte białym tynkiem. 

## Galeria

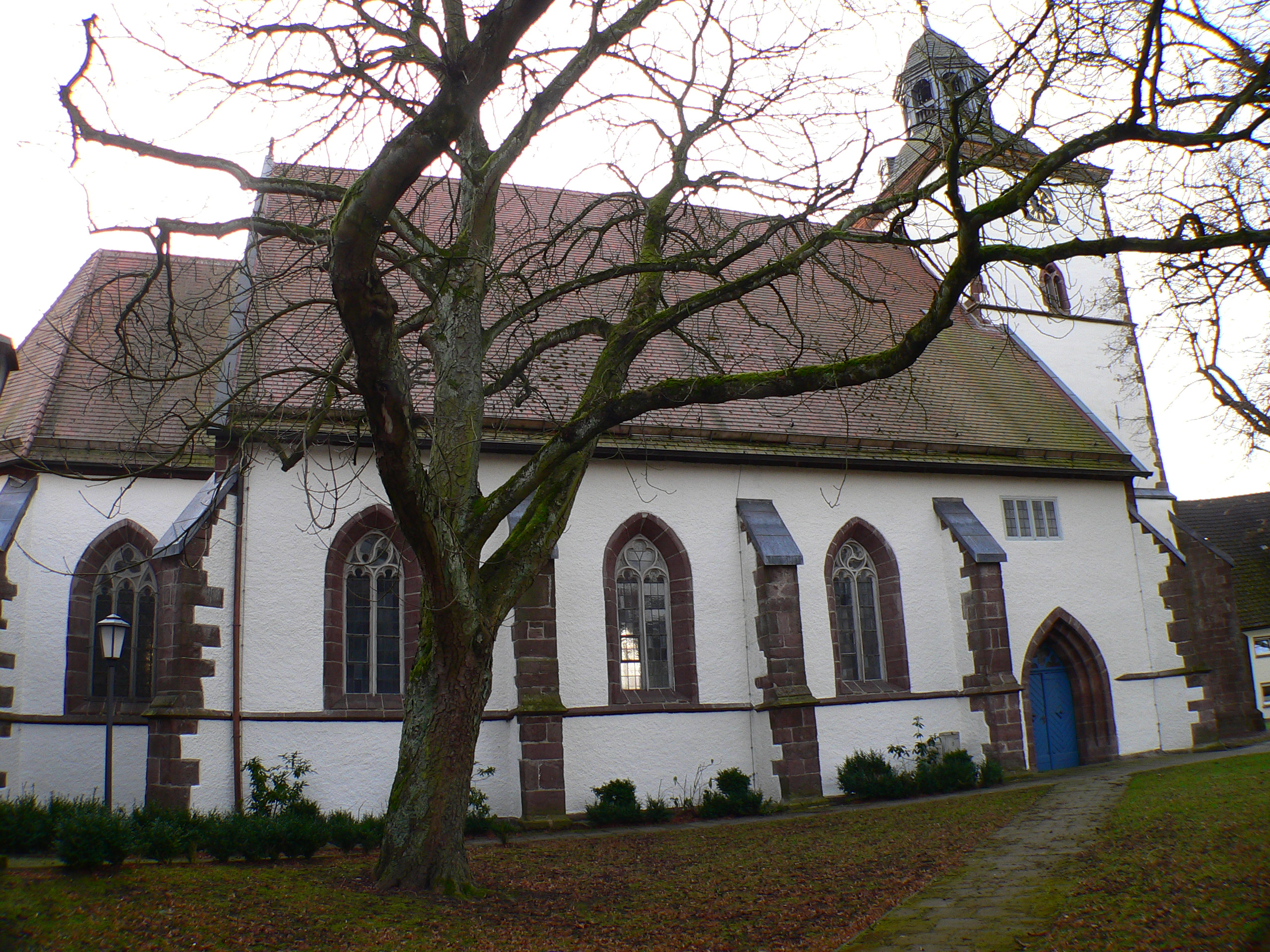
Widok z północy
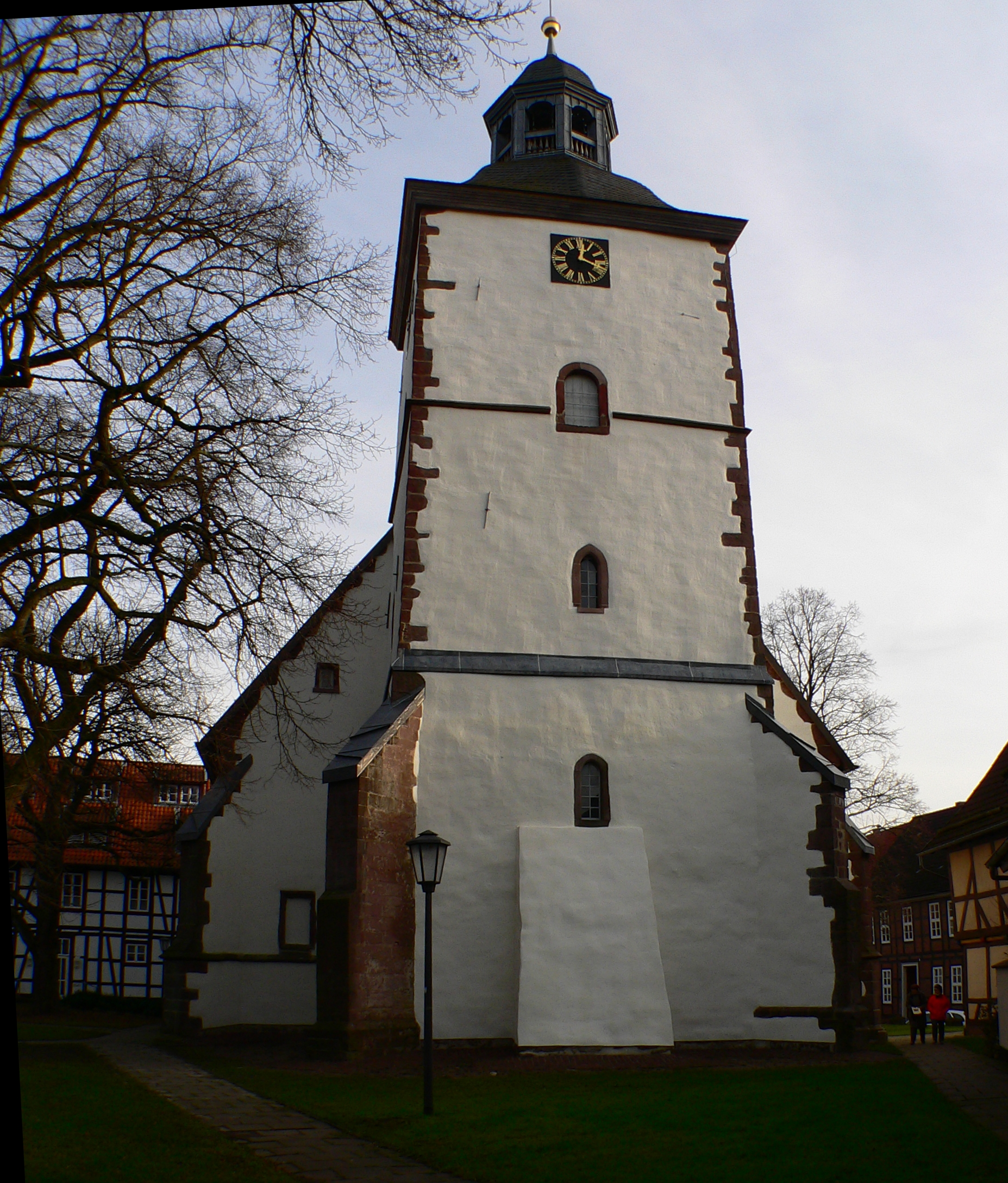
Wieża kościoła
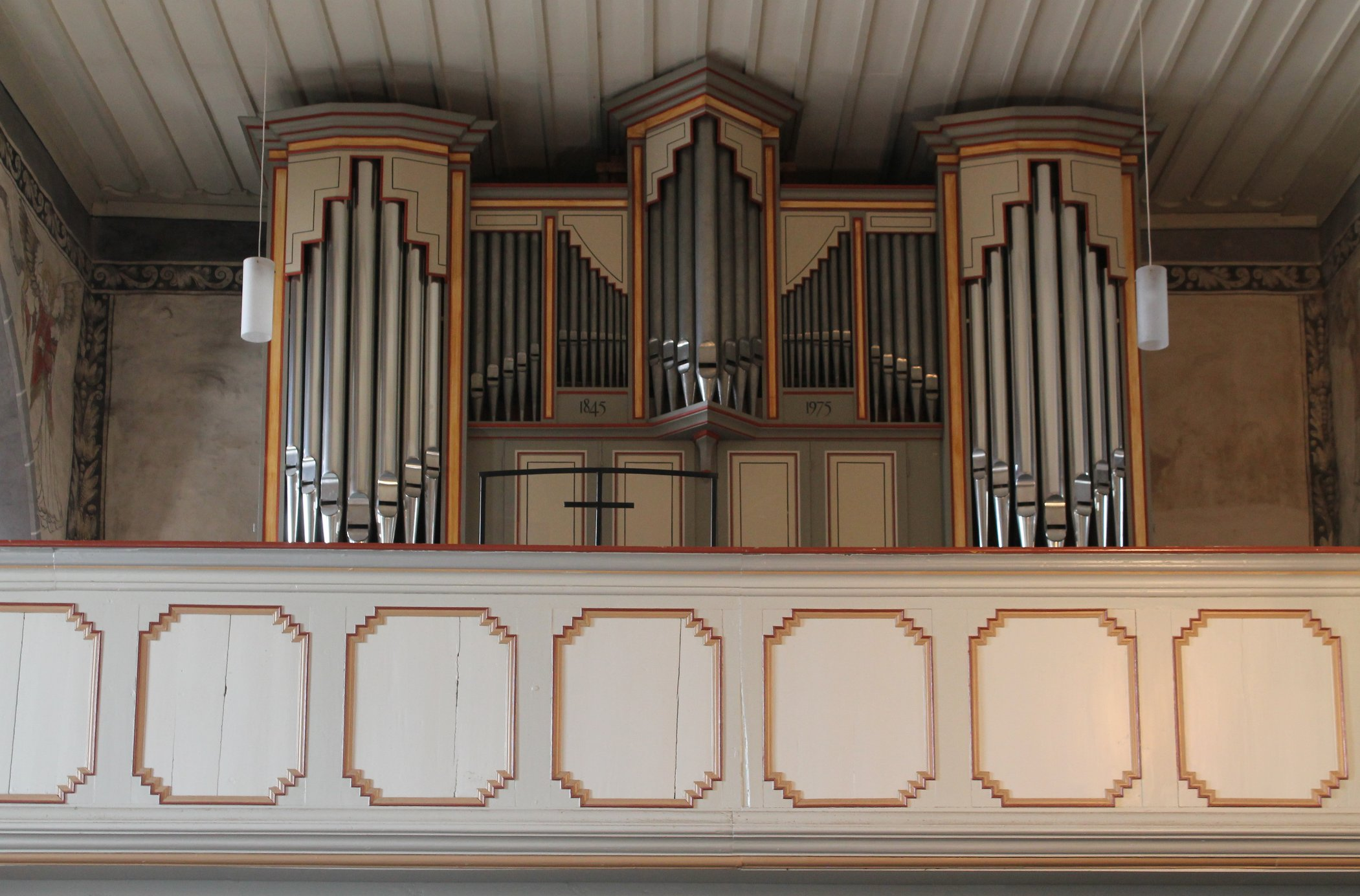
Organy
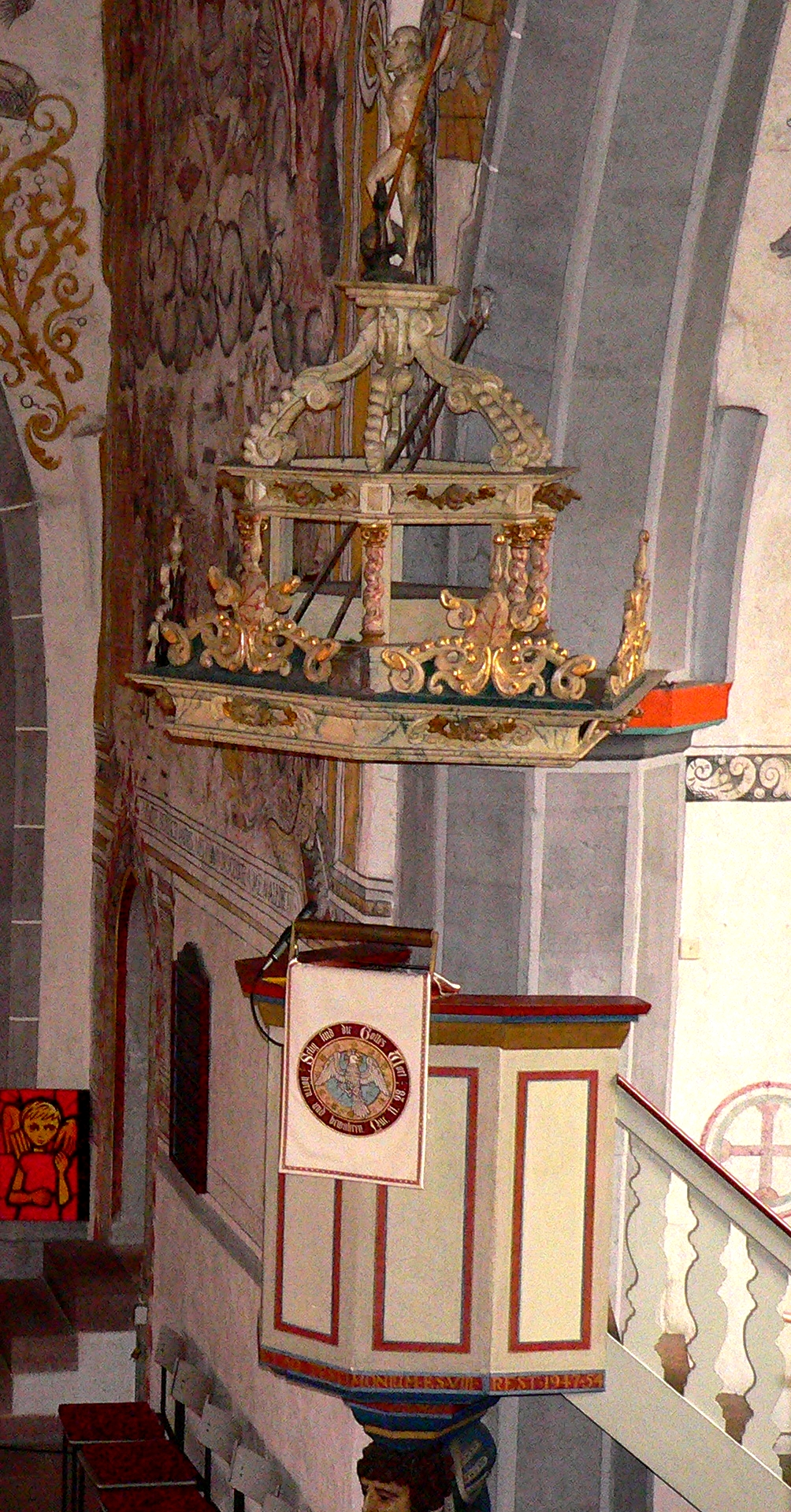
Ambona
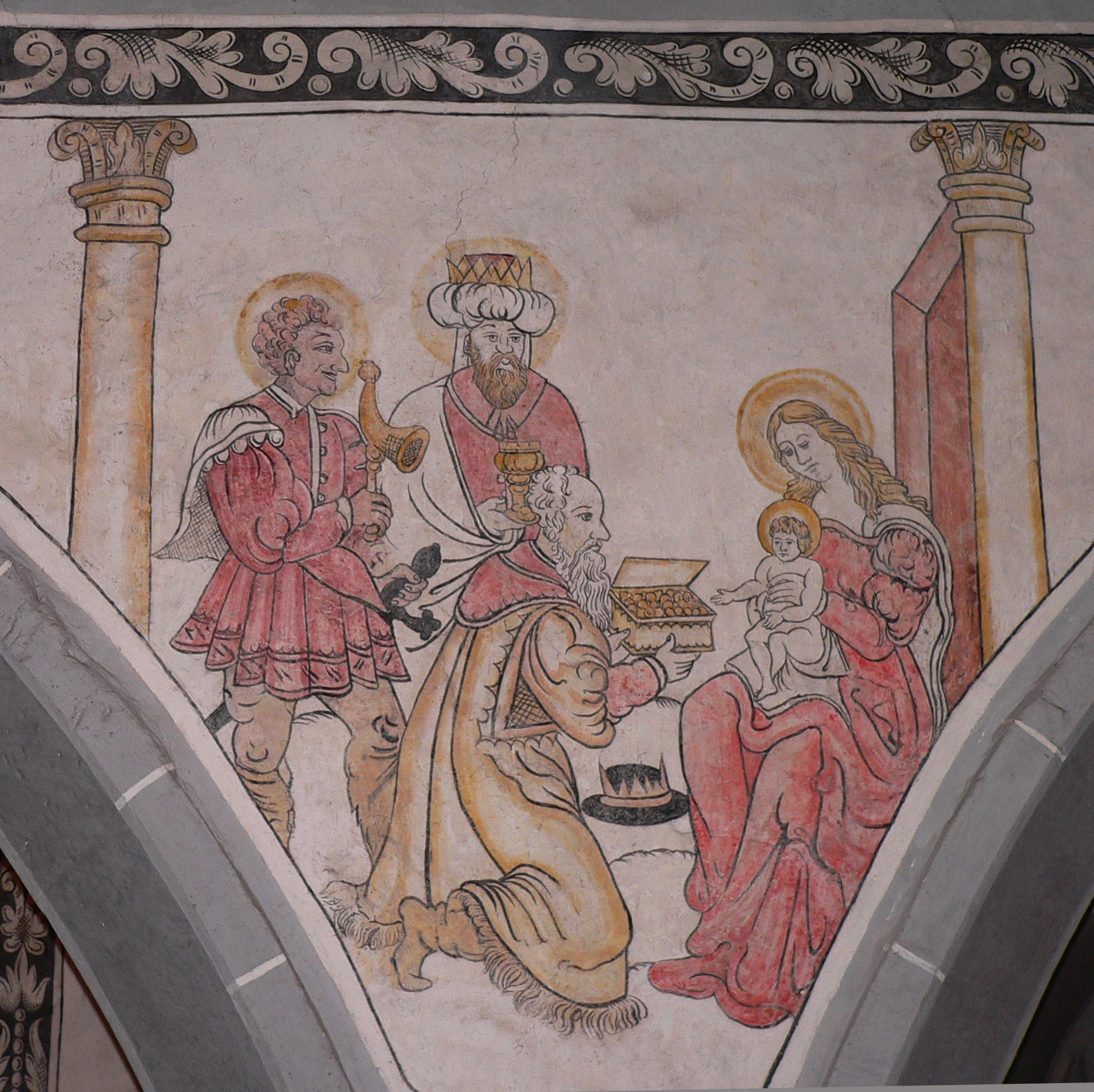
Malowidła we wnętrzu kościoła
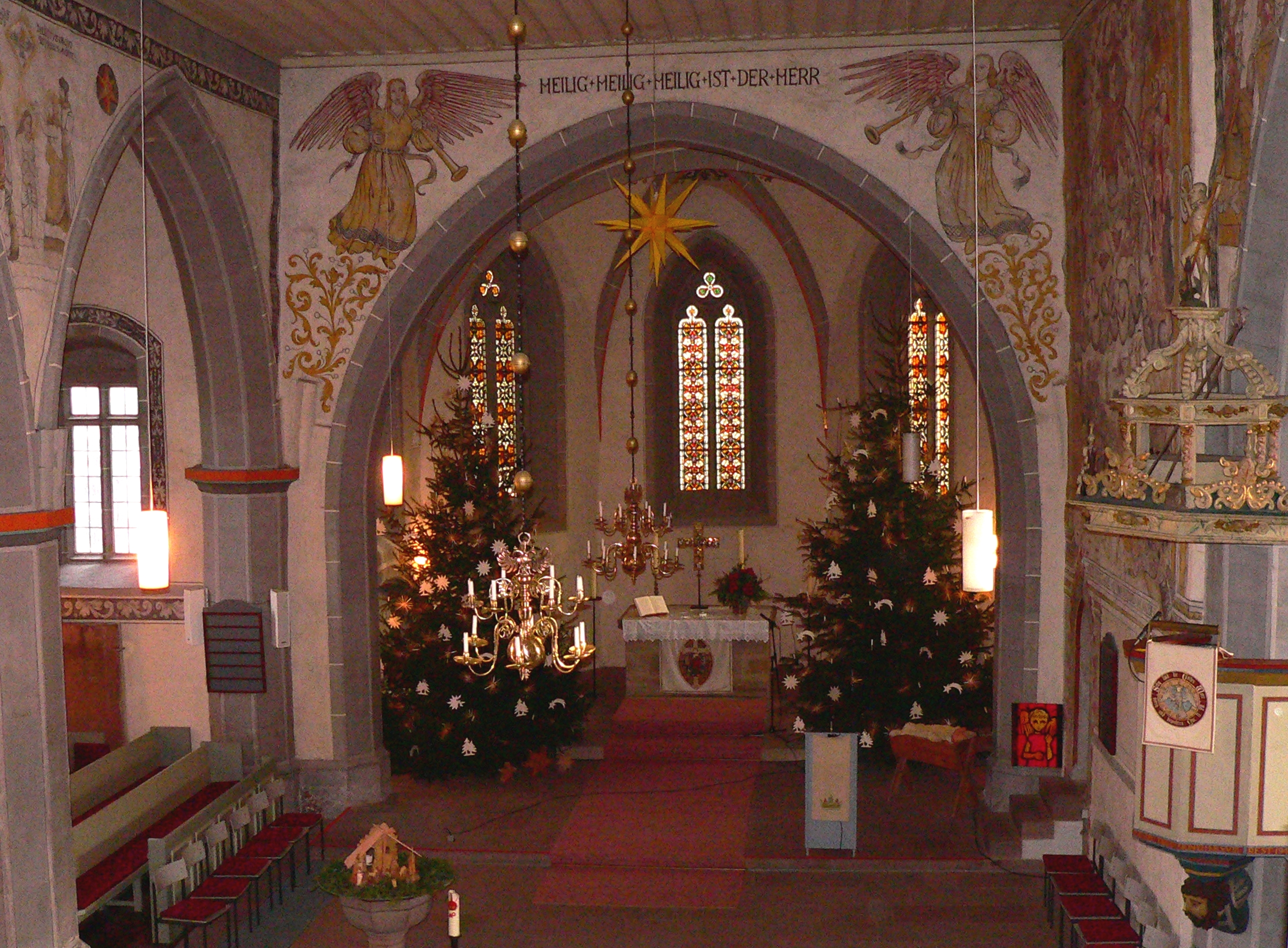
Prezbiterium
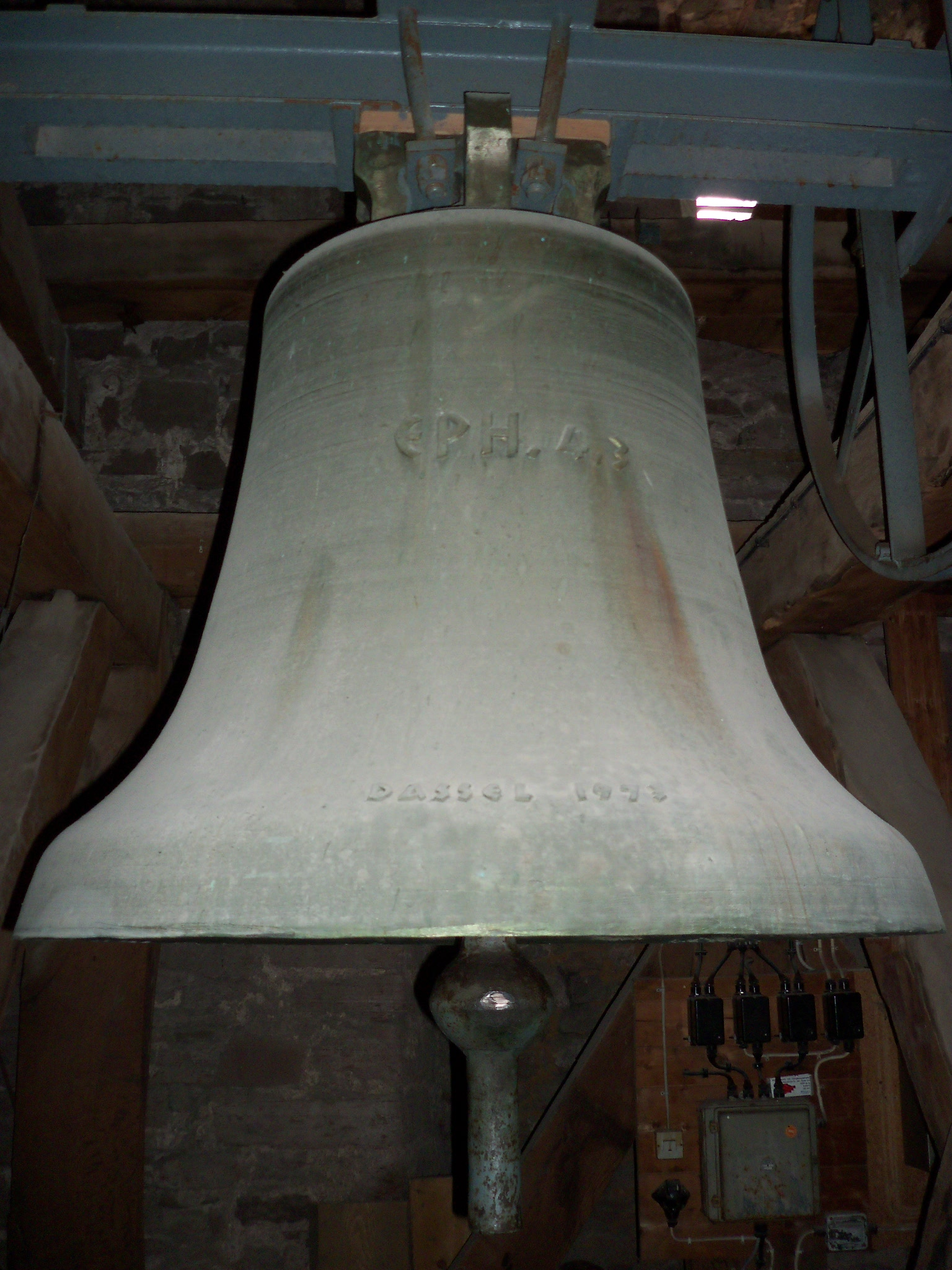
Jeden z dzwonów